# Рон Мерфі
Рон Мерфі (англ. Ron Murphy, 10 квітня 1933, Гамільтон — 6 березня 2014) — канадський хокеїст, що грав на позиції крайнього нападника.

## Ігрова кар'єра
Професійну хокейну кар'єру розпочав 1952 року.
Протягом професійної клубної ігрової кар'єри, що тривала 19 років, захищав кольори команд «Нью-Йорк Рейнджерс», «Чикаго Блек Гокс», «Детройт Ред-Вінгс» та «Бостон Брюїнс».
Вісімнадцять років своєї кар'єри він відіграв в одній ланці з Філом Еспозіто та Кеном Годжом.

## Тренерська робота
Два роки тренував клуб ОХЛ «Кітченер Рейнджерс».

## Нагороди та досягнення
- Володар Кубка Стенлі в складі «Чикаго Блек Гокс» — 1961.
- Володар Кубка Стенлі в складі «Бостон Брюїнс» — 1970.

## Статистика НХЛ
| Сезони  | Регулярна першість | Регулярна першість | Регулярна першість | Регулярна першість | Регулярна першість | Плей-оф | Плей-оф | Плей-оф | Плей-оф | Плей-оф |
| Сезони  | І                  | Г                  | П                  | О                  | ШХ                 | І       | Г       | П       | О       | ШХ      |
| ------- | ------------------ | ------------------ | ------------------ | ------------------ | ------------------ | ------- | ------- | ------- | ------- | ------- |
| 1952–70 | 889                | 205                | 274                | 479                | 460                | 53      | 7       | 8       | 15      | 26      |